# Dronningens gate (Trondheim)
Dronningens gate er en vej i Trondheim, der blev anlagt som en del af Trondheims nye byplan fra 1681. Gaden løber fra Kjøpmannsgata ved Nidelven i øst og vestpå til Hospitalsgata, hvor den fortsætter som Hospitalsløkkan.
Britannia Hotel (nr. 5) blev oprindeligt opført i træ ud mod Apotekerveita og senere udvidet med en murstensfløj mod Dronningens gate omkring 1880. I slutningen af 1800-tallet blev den gamle træfløj revet ned, og det nuværende hotel stod færdigt i 1895, tegnet af Karl Norum og Ingvald Alstad.
Karréen mellem Jomfrugata og Munkegata (nr. 26–32) blev ødelagt ved en brand i 1879. Hele området blev genopført med høje forretnings- og beboelsesejendomme i murværk i nygotisk stil. Den bedst bevarede er nr. 28 (Aspaasgården), tegnet af Johan Digre. I begyndelsen af Dronningens gate, sammen med bryggerne mellem Kjøpmannsgata nr. 41 og 51, ligger Hagerupallmenningen, også kendt som Dronningens gates allmenning.

## Bygninger
- 1a: Her lå tidligere Hieronimusgården indtil 1681
- 2: Domstolsadministrationen
- 5: Britannia Hotel
- 7: Nordengården
- 9a: Anker Andersen-gården
- 10: Museet PoMo, tidligere Trondheims posthus
- 12: Handelsstandens hus
- 18: Bristol Conditori
- 24: Widerøegården
- 27: Settemskasernen
- 28: Aspaasgården
- 34: Lars Hansen-gården
- 45: Forfatteren Peter Egges barndomshjem
- 46: Tidligere adresse for Mennegården
- 48: Tidligere adresse for Børneasylet (1837–1878)
- 50: Kirkens Bymisjon i Trondheim